# Prosekia albamaculata
Prosekia albamaculata är en kräftdjursart som beskrevs av Lima 1996. Prosekia albamaculata ingår i släktet Prosekia och familjen Philosciidae. Inga underarter finns listade i Catalogue of Life.